# Lepisorus mehrae
Lepisorus mehrae là một loài thực vật có mạch trong họ Polypodiaceae. Loài này được Fraser-Jenk. miêu tả khoa học đầu tiên.